# Vivica A. Fox
Vivica Anjanetta Fox (* 30. července 1964, Indianapolis, Indiana, Spojené státy) je americká herečka, producentka a televizní moderátorka. Svou kariéru začala s rolemi v denních televizních seriálech a právě seriály a televizní pořady jsou její specializací i v současnosti. Jeden z celovečerních filmů, který ji pravděpodobně nejvíce proslavil, byla dvoudílná filmová série Kill Bill, kde hraje Vernitu Green aka Smrtonoše. Objevila se i ve filmech Zakletá Ella a Den nezávislosti. Mimo jiné hrála hlavní roli ve filmu Proč se blázni zamilují? a roli Jasmine si zopakovala i v pokračování Dnu nezávislosti s názvem Den nezávislosti: Nový útok.

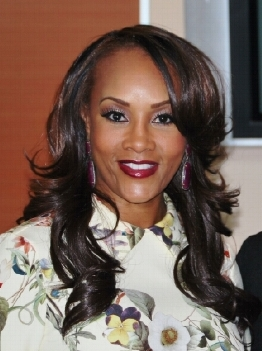
Vivica A. Fox v roce 2015

## Osobní život
Vivica Anjanetta Fox se narodila v South Bend v Indianě jako dcera Everlyeny a Williama Foxových. Je afroamerické národnosti, avšak má i indiánské předky. Když byla dítě, její rodiče se rozhodli přestěhovat do hlavního města; Indianopolis. Vivica je úspěšnou absolventkou Arlingtonské vysoké školy v Indianopolis a Golden West College v Huntington Beach v Kalifornii. Právě kvůli Golden West College se přestěhovala do Kalifornie.
V prosinci 1998 se Foxová vdala za zpěváka Christophera Harvesta. Pár se ale v roce 2002 rozvedl. V roce 2003 pak Foxová chodila s raperem 50 Cent, vztah podle všeho ale netrval dlouho.

## Kariéra
Foxová debutovala v americkém seriálu Tak jde čas, avšak zahrála si pouze v jediné epizodě, následně byla vyhozena. Prvním celovečerním filmem, ve kterém hrála, byl válečný snímek od Olivera Stonea Narozen 4. července s Tomem Cruisem v hlavní roli. Již na začátku kariéry se Foxová objevovala především k každodenních seriálech, například Beverly Hills a 90210, a u toho také zůstala, seriály jsou hlavní složkou její filmografie. Jedna z jejích významnějších rolí přišla v roce 1996, kdy obsadila roli přítelkyně Willa Smitha, Jasmine Dubrow, v akčním thrilleru Den nezávislosti. Za tento film získala Foxová ocenění MTV Award za nejlepší polibek. Její životní role ale přišla až v roce 2003, kdy ji režisér Quentin Tarantino obsadil do jeho dvoudílné filmové série Kill Bill, kde si zahrála Vernitu Green aka Smrtonoše. Zahrála si zde například s Umou Thurman, Lucy Liu nebo Davidem Carradinem.
Přestože mezi lety 2000 až 2010 hrála většinou v kritizovaných a špatně hodnocených seriálech, byla obsazena do pokračování trháku Den nezávislosti pod názvem Den nezávislosti: Další útok.

### Filmografie
| Rok  | Název                              | Role                       | Poznámky                                                        |
| ---- | ---------------------------------- | -------------------------- | --------------------------------------------------------------- |
| 1989 | Narozen 4. července                | Nemocniční sestřička       |                                                                 |
| 1996 | Vabank                             | Francesca „Frankie“ Sutton |                                                                 |
| 1996 | Nevyhrožuj                         | Ashtrayina matka           |                                                                 |
| 1996 | Den nezávislosti                   | Jasmine Dubrow             | Nominována na cenu Saturn pro nejlepší herečku ve vedlejší roli |
| 1997 | Láska na černo                     | Lysterine                  |                                                                 |
| 1997 | Batman a Robin                     | Ms. B. Haven               |                                                                 |
| 1999 | Ruka zabiják                       | Debi LeCure                |                                                                 |
| 1999 | Pomsta                             | Paní Goldová               |                                                                 |
| 2002 | Plnou parou vzad!                  | Felicia                    | Hlasová role                                                    |
| 2002 | Jů, vona je chlap                  | Michelle Langford          |                                                                 |
| 2003 | Kill Bill                          | Vernita Green / Smrtonoš   |                                                                 |
| 2004 | Zakletá Ella                       | Lucinda Perriweather       |                                                                 |
| 2004 | Kill Bill 2                        | Vernita Green / Smrtonoš   |                                                                 |
| 2006 | Elita armády                       | Tamara Barclay             |                                                                 |
| 2008 | Filmová hvězda                     | Seržant Louisa Morley      |                                                                 |
| 2009 | The Slammin' Salmon                | Nutella                    |                                                                 |
| 2013 | Scooby-Doo! Tréma před vystoupením | Lotte Lavoie               | Dabing                                                          |
| 2016 | Den nezávislosti: Nový útok        | Jasmine Dubrow             |                                                                 |